# Женская сборная Словении по софтболу
Женская национальная сборная Словении по софтболу — представляет Словению на международных софтбольных соревнованиях. Управляющей организацией является Федерация бейсбола и софтбола Словении (словен. Zveza za Baseball in Softball Slovenije).

## Результаты выступлений

### Чемпионаты Европы
| Год        | Победы         | Поражения      | Место          |
| ---------- | -------------- | -------------- | -------------- |
| 1979—1999  | не участвовали | не участвовали | не участвовали |
| 2001       |                |                | 17             |
| 2003—2005  | не участвовали | не участвовали | не участвовали |
| 2007       | 1              | 5              | 20             |
| 2009       |                |                | 17             |
| 2011—2013  | не участвовали | не участвовали | не участвовали |
| 2015       | 2              | 5              | 14             |
| 2017—н. в. | не участвовали | не участвовали | не участвовали |